# Omar Aguilar
Omar Aguilar, född 1 december 1959, är en friidrottare från Chile. Han deltog vid olympiska sommarspelen 1984 och olympiska sommarspelen 1988.